# Yōko Nagayama
Yōko Nagayama (長山洋子, Nagayama Yōko, Tóquio, 13 de janeiro de 1968) é uma atriz e cantora japonesa de enka e música popular japonesa.

## Biografia
Nascida em Tóquio, aos quatro anos de idade frequentou aulas de canto folclórico de Min'yō, um género de música tradicional japonesa, com o seu pai. Aos dez anos de idade começou a tocar o samisém, um instrumento de cordas japonês, que recebeu do seu pai.
A sua canção de estreia foi "Haru wa SA-RA SA-RA" (春はSA-RA SA-RA), lançada em 1984. Em 1986, Yōko Nagayama interpretou uma versão cover do grupo musical britânico Bananarama, a partir da canção "Venus" da banda holandesa Shocking Blue. As suas canções Venus, You're My Love, Kanashiki Koibitotachi, Heart ni Hi o Tsukete, e Hangyaku no Hero foram incluídas na lista das dez canções mais tocadas da Oricon.
Nagayama também atuou em vários dramas japoneses de jidaigeki, como Sanbiki ga Kiru!, Minipato yori Ai o Komete, e  Yūwaku.
Em 1988, interpretou em japonês a canção "I Don't Want to Be a Hero" ("反逆のヒーロー") da banda britânica Johnny Hates Jazz. Em 1990, dobrou em japonês a canção "If We Hold On Together" ("イフ・ウィ・ホールド・オン・トウゲザー"), da cantora estado-unidense Diana Ross, no filme The Land Before Time. 
Em 1993, iniciou uma segunda carreira como cantora de enka, e foi galardoada com três prémios pela canção de enka, "Higurashi" ("蜩").
Nagayama teve uma canção tocada no programa Minna no Uta da NHK. Em 1993, estreou no programa de televisão Kōhaku Uta Gassen, onde fez catorze aparições.
A 6 de abril de 2009, casou-se com o empresário estado-unidense Mark Smith.

## Discografia
- 蜩 (Higurashi) c/w 心だけでも．．．(Kokoro Dake Demo...) 1/21/1993
- 海に降る雪 (Umi ni Furu Yuki) c/w 道しるべ (Michishirube) 6/2/1993
- なみだ酒 (Namidazake) c/w 艶花 (Tsuyabana) 9/22/1993
- 蒼月 (Tsuki) c/w あんただけ (Anta Dake) 3/9/1994
- めおと酒 (Meotozake) c/w 綾の女 (Aya no Onna) 10/5/1994
- 私が生まれて育ったところ (Watashi ga Umarete Sodatta Tokoro) c/w 硝子坂 (Garasu Saka) 1/21/1995
- 捨てられて (Suterarete) c/w ふたたびの恋 (Futatabi no Koi) 3/24/1995
- 倖せにしてね (Shiawase ni Shite ne) c/w いけない女 (Ikenai Onna) 2/21/1996
- ヨコハマ・シルエット (Yokohama Silhouette) c/w 嘘だといって (Uso Da to Itte) 6/21/1996
- たてがみ (Tategami) c/w ふられ酒 (Furarezake) 11/7/1996
- たてがみ「劇場版」 (Tategami - Gekijōban) c/w 紅い雪 (Akai Yuki) 1/22/1997
- お江戸の色女 (Oedo no Iroonna) c/w 夏ひとり (Natsu Hitori) 4/23/1997
- あの頃のなみだは (Ano Koro no Namida wa) c/w 地図のない旅 (Chizu no Nai Tabi) 4/23/1997
- ムーンライトジェラシー (Moonlight Jealousy) 11/6/1997
- 浪花夢情話（新編桂春団治） (Naniwa Yume Jōwa) 11/6/1997
- 恋のプラットホーム (Koi no Platform) c/w 洋子のズンドコ節 (Yōko no Zundokobushi) 1/13/1998
- 父さんの詩 (Tōsan no Uta) c/w 港町メルヘン (Minatomachi Märchen) 3/21/1998
- 桶屋の八つぁん (Okeya no Yatsan) c/w 新宿たずね人 (Shinjuku Tazune Hito) 5/2/1998
- 花園しぐれ (Hanazono Shigure) c/w 恋酒場 (Koi Sakaba) 11/13/1998
- 傘 (Kasa) c/w 深川恋キツネ (Fukagawagoi Kitsune) 3/24/1999
- さだめ雪 (Sadame Yuki) c/w 女の花詞 (Onna no Hanakotoba) 8/4/1999
- なみだ酒 (Namidazake) / めおと酒 (Meotozake) 12/16/1999
- 蜩 (Higurashi) / 蒼月 (Tsuki) 12/16/1999
- むすばれたいの (Musubaretai no) c/w 遠い街 (Tōi Machi) 1/1/2000
- 恋酒場 (Koi Sakaba) c/w あずさ川 (Azusagawa) 4/21/2000
- 紅い雪 (Akai Yuki) c/w 縁むすび (Enishi Musubi) 11/1/2000
- 遠野物語 (Tōno Monogatari) c/w 幾春別川 (Kishun Wakaregawa) 5/17/2001
- めぐり逢い (Meguriai) c/w やどり木夫婦 (Yadorigi Fūfu) 3/21/2002
- 艶姿女花吹雪 (Adesugata Onna no Hanafubuki) c/w 妻という名じゃなくっても (Tsuma to Iu Na Ja Naku 'tte mo) 7/24/2002
- 愛ありがとう (Ai Arigatō) c/w 色づく旅路 (Irozuku Tabiji) 10/23/2002
- 嵐峡 (Arashihazama) c/w 冬のタンゴ (Fuyu no Tango) 1/22/2003
- ありんことひまわり (Arinko to Himawari) c/w ありんこのクリスマス (Arinko no Christmas) 6/25/2003
- じょんから女節 (Jonkara Onnabushi) c/w たまゆら (Tamayura) 6/25/2003
- おんな炭坑節 (Onna Tankōbushi) 5/26/2004
- 嘘だといって (Uso Da to Itte) c/w 芭蕉布 (Bashōfu) 1/26/2005
- 洋子の・・・海 (Yōko no...Umi) c/w 洋子の・・・ふるさと (Yōko no Furusato) 6/16/2005
- 洋子の・・・名残月 (Yōko no Meizangetsu) c/w 洋子の・・・冬景色 (Yōko no Fuyukeshiki) 10/19/2005